# Иванов, Николай Иосифович
Николай Иосифович Иванов (1904, Кишинёв — 1988, Новосибирск) — советский музыкант, хормейстер, дирижёр симфонического оркестра Новосибирского радиокомитета (1926—1977), заслуженный работник культуры РСФСР (1977).

## Биография
Родился в 1904 году в Кишинёве. Окончил барнаульскую школу имени Песталоцци (1924), а также два курса в музыкальном техникуме Ленинграда.
Пришёл в Новосибирский радиокомитет в период его основания в 1926 году и первое время участвовал в разовых выступлениях в качестве пианиста, позднее работал пианистом-концертмейстером, оркестровым пианистом и музыкальным редактором в радиостудии.
С 1932 года — дирижёр второй группы в симфоническом оркестре Новосибирского радио, с 1939 года — дирижёр Большого симфонического оркестра радио.
После эвакуации в 1941 году в Новосибирск московских и ленинградских театров и сокращения числа сотрудников симфонического оркестра Новосибирского радиокомитета стал пианистом Ленинградской филармонии.
С 1942 года служил в Красной армии хормейстером армейского ансамбля, возглавлял ансамбль песни и пляски 50-й армии на 2-м Белорусском фронте.
Вернувшись в 1945 году со службы, работал дирижёром, музыкальным редактором и хормейстером Новосибирского радио.
В 1950-х годах оставался ответственным редактором музыкального радиовещания, был дирижёром оркестра народных инструментов Новосибирского радио. Несколько лет работал как концертмейстер и дирижёр Новосибирского театра оперы и балета; кроме того, трудился в оперном классе консерватории концертмейстером.
Содействовал продвижению работ сибирских композиторов и формированию репертуара оркестра русских народных инструментов. Более 50 лет своей жизни посвятил преподавательской деятельности. Воспитал ряд поколений музыкальных артистов.
Похоронен на Заельцовском кладбище Новосибирска (квартал 48Н).

## Семья
- сын — Георгий Николаевич Иванов — композитор, музыкальный педагог[1].

## Награды
Удостоен трёх медалей Великой Отечественной войны и знака «Почётный радист».
Его творческий и общественный труд был отмечен дипломами, почётными грамотами и благодарностями от Новосибирского радиокомитета и Гостелерадиокомитета СССР.
В марте 1977 года получил звание Заслуженного работника культуры РСФСР.